# Aleksandr Grigorjew (lekkoatleta)
Aleksandr Nikołajewicz Grigoriew (ros. Александр Николаевич Григорьев, ur. 7 października 1955 w Leningradzie) – radziecki lekkoatleta, skoczek wzwyż, medalista mistrzostw Europy w 1978.
Zajął 4. miejsce w skoku wzwyż na halowych mistrzostwach Europy w 1975 w Katowicach. Zwyciężył w finale pucharu Europy w 1975 w Nicei.
5 czerwca 1977 w Rydze ustanowił rekord Europy skokiem na wysokość 2,30 m. W kolejnym finale pucharu Europy w 1977 w Helsinkach zajął 3. miejsce. Zdobył brązowy medal na uniwersjadzie w 1977 w Sofii. Zajął 4. miejsce na halowych mistrzostwach Europy w 1978 w Mediolanie.
Zdobył srebrny medal w skoku w dal na mistrzostwach Europy w 1978 w Pradze, przegrywając tylko ze swym kolegą Władimirem Jaszczenko, a wyprzedzając Rolfa Beilschmidta z Niemieckiej Republiki Demokratycznej. Zajął 3. miejsce w finale pucharu Europy w 1979 w Turynie, a następnie również 3. miejsce w zawodach pucharu świata w 1979 w Montrealu.
Zajął 8. miejsce w na igrzyskach olimpijskich w 1980 w Moskwie.
Był mistrzem ZSRR w skoku wzwyż w latach 1975, 1977–1979 i 1981 oraz halowym mistrzem ZSRR w tej konkurencji w 1977 i 1978.
Rekordy życiowe Grigoriewa:
- skok wzwyż – 2,30 m (5 czerwca 1977, Ryga)
- skok wzwyż (hala) – 2,28 m (20 lutego 1977, Mińsk)